# Ministerie van Cultureel Erfgoed en Activiteiten
Het ministerie van Cultureel Erfgoed en Activiteiten (Italiaans: Ministero per i Beni e le Attività Culturali) is het  ministerie van cultuur van de Italiaanse overheid. 
Het ministerie werd in het leven geroepen in 1974 onder de naam Ministero per i Beni Culturali e Ambientali (Ministerie van Cultureel Erfgoed en Milieu). In 1998 werd een naamsverandering doorgevoerd waarbij vooral de sportactiviteiten meer in het daglicht werden gesteld. 

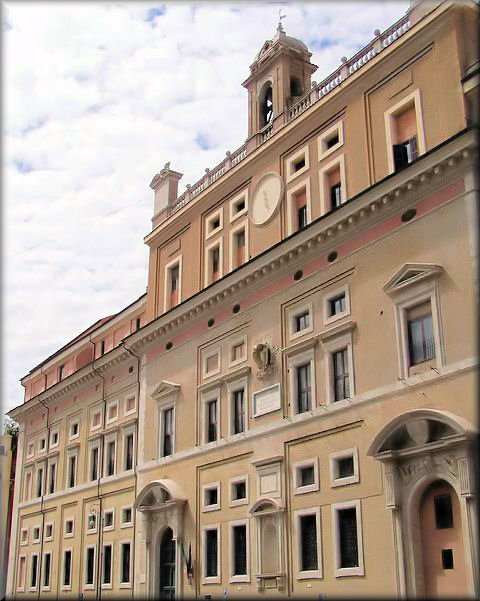
Het Hoofdkwartier van Ministerie van Cultureel Erfgoed en Activiteiten

Sinds 2006 vallen volgende bevoegdheden onder beleid van dit ministerie: cultuur, optredens, de bescherming en het behoud van cultureel erfgoed, landschap en toerisme. Sport- en jeugdactiviteiten vallen sinds 2006 onder een afzonderlijk departement.